# Liste der Einträge im National Register of Historic Places im Madison County (Texas)
Die Liste der Registered Historic Places im Madison County führt alle Bauwerke und historischen Stätten im texanischen Madison County auf, die in das National Register of Historic Places aufgenommen wurden.

## Aktuelle Einträge
| Lfd. Nr. | Name im NRHP  | Bild | Datum der Eintragung | Adresse/Lage       | Ort          | NRHP-ID  | Beschreibung |
| -------- | ------------- | ---- | -------------------- | ------------------ | ------------ | -------- | ------------ |
| 1        | Shapira Hotel |      | 8. Sep. 1980         | 209 N. Madison St. | Madisonville | 80004140 |              |